# Virgen de la Peña (Fuerteventura)
Nuestra Señora de la Peña es una advocación mariana que representa a la Virgen María. La Virgen de la Peña, es la Patrona de la isla de Fuerteventura. Se encuentra entronizada en la Ermita de Nuestra Señora de la Peña situada en el Valle de la Vega de Río Palmas (Betancuria).

## Origen y descripción
Esta imagen de la Virgen María, de alabastro y de autor anónimo, fue llevada a Fuerteventura por conquistadores de Normandía en el siglo XV, se cree que en torno al año 1402. Se trata de la segunda imagen mariana más antigua que existe en Canarias, tras la imagen de Virgen de las Nieves de la isla de La Palma, que data del siglo XIV. Aunque hasta el siglo XIX la imagen mariana más antigua era la primitiva imagen de la Virgen de Candelaria de Tenerife, que era una talla del siglo XIV o anterior y fue encontrada por dos aborígenes guanches en 1390, desapareciendo en un desgraciado temporal en 1826.
La imagen de "La Peñita" como es llamada cariñosamente en la isla de Fuerteventura, es  una obra maestra de pequeñas dimensiones, es una figura sencilla, de 23 cm de altura con el niño Jesús situado en sus rodillas. Es la imagen más pequeña de entre las patronas insulares de Canarias y fue esculpida siguiendo los cánones del gótico francés. Se cree que fue traída de Francia por Juan de Béthencourt, y fue encontrada hacia 1443 en una pequeña gruta al pie de una peña o pequeña montaña por San Diego de Alcalá y Fray Juan de Santorcaz, frailes franciscanos que residieron en el convento de Betancuria. Se cree que la imagen pudo estar entronizada en la parroquia de Betancuria, de la que hubo de ser salvada y escondida cuando el pirata Xabán Arráez destruyó la Villa de Betancuria, para años después ser descubierta en la cuevita bajo la peña en el lugar conocido como Malpaso. Posteriormente en torno a 1567, la talla sería trasladada al valle de la Vega de Río Palmas en donde actualmente se venera.
Desde el siglo XVI, la veneración de la imagen aumenta y es en esta época cuando se compone el "Dialogo Histórico en que se describe la maravillosa tradición y aparecimiento de la santísima imagen de Nuestra Señora de la Peña, en la más afortunada isla de Fuerteventura", con motivo de la celebración de una novena en honor de la Virgen y el objetivo de jurarla como patrona de Fuerteventura, Lanzarote, Alegranza y Lobos, tal y como estaba constituido el señorío de la época. Fue hacia la segunda mitad del siglo XVII en el que adquiere oficialmente el patronazgo de Fuerteventura, aunque de manera compartida con la antigua patrona de la isla, la Purísima Concepción que se venera en la Villa de Betancuria, debido a un acuerdo cabildicio. La devoción dio lugar a algunas expresiones literarias como unas "Coplas a la Virgen de la Peña" aparecidas en el siglo XVIII. 
Actualmente la talla de La Peña se encuentra situada en la hornacina central del retablo mayor de la referida ermita de la Vega de Río Palmas, colocada sobre un pedestal dorado y enmarcada por un sol de plata y una media luna dorada. La hornacina que da cobijo a la imagen está decorada con molduras, rocalla y rodeada de inscripciones latinas. La imagen de La Peña presenta los ojos cerrados y roturas en su mano izquierda, y en la cabeza y brazo del niño, hechos que explica la tradición piadosa señalando que la Virgen cerró los ojos para no ver cómo una mora loca mutilaba a su hijo. Precisamente durante la restauración efectuada a la imagen en el año 2000, se pudo constatar que la actual cabeza del niño fue un añadido posterior, y que la original debió perderse en el atentado sufrido por la talla antes citado.

## Autoría
Aunque la imagen siempre ha sido relacionada con la presencia de Juan de Béthencourt en la isla de Fuerteventura, esta interpretación no es compartida por cierto sector de investigadores. Entre ellos, Francisco Galante Gómez, catedrático de Historia del Arte de la Universidad de La Laguna y profesor académico consultante de la Universidad de Lovaina, en Flandes (Bélgica). Para él la escultura debe adscribirse a los talleres flamencos del "Maestro de Rímini", por lo que no sería una imagen de estilo gótico francés ni normanda.
Según este investigador la imagen fue realizada en torno a los años 1430-1440 en los talleres de Brujas, o bien en los de Tournai o Lille, donde existían importantes yacimientos de alabastro. También refiere a que es un error relacionar la escultura con Juan de Béthencourt, y relaciona su llegada a la isla más bien con el conquistador Diego García de Herrera, señor de las Islas Canarias y su mujer Inés Peraza.

## Fiestas
La fiesta más antigua en honor de esta imagen es la del 18 de diciembre, día de la Expectación, cuya celebración consta documentalmente desde el año 1599. Esta festividad fue muy importante en la isla de Fuerteventura, y de hecho, fue la festividad mariana de carácter insular más antigua de Canarias, tras la de la Virgen de Candelaria (Patrona de Canarias) en Tenerife.
Esta primera fiesta era costeada por el mayordomo de la ermita de La Peña y los actos religiosos consistían en cantos de vísperas y función solemne con sermón y procesión. A esta fiesta solían acudir gentes de toda la isla, aunque en los años lluviosos se reducía la asistencia por coincidir con la época de siembra y porque cuando corría el Barranco de
Río Palmas, próximo a la ermita de La Peña, no se podía llegar al santuario. Estas circunstancias impulsaron a las autoridades religiosas de Fuerteventura a solicitar al Obispo el traslado de la fiesta para el 5 de agosto, día de la Virgen de las Nieves. 
El cambio fue autorizado por el prelado Don Lucas Conejero Molina en el año 1716 y con ello se comenzaron a celebrar dos festividades anuales en honor de La Peña, pues se inició la fiesta de agosto y continuó celebrándose la de diciembre, ambas permaneciendo hasta la actualidad. La de agosto se celebra con carácter local, denominándose "La Peña Chica".

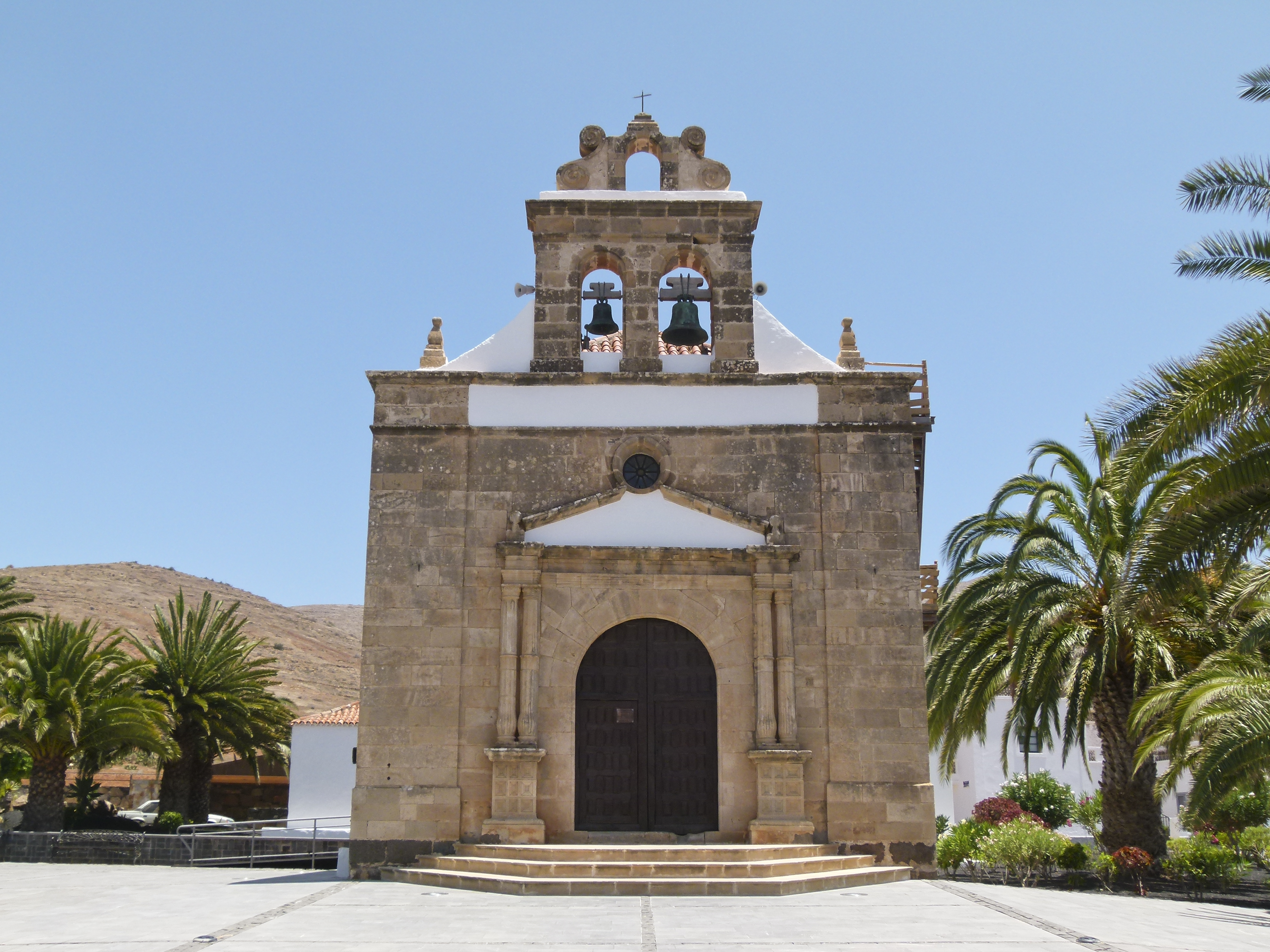
Ermita de Nuestra Señora de la Peña, lugar donde se venera a la Virgen y en donde cada año se celebran las Fiestas de la Peña.

Pero actualmente la fiesta principal en honor de La Peña es la romería que se celebra el viernes anterior al tercer sábado del mes de septiembre. Esta romería nació en la década de los ochenta del siglo XIX y tiene carácter insular. A ella acuden romeros de todos los rincones de Fuerteventura y del resto de las islas del Archipiélago Canario, movidos por la devoción, para pagar promesas, para pedir gracias a la Patrona y para participar en los actos religiosos y lúdico-festivos que se organizan durante los días que dura la fiesta. Hasta el año 2008, esta romería popular se celebraba el tercer sábado de septiembre, sin embargo, ese año se trasladó al día anterior (el viernes), celebrándose los principales actos religiosos el sábado, con la solemne eucaristía y la posterior procesión.

## Peregrinaciones de la Virgen
Históricamente, la imagen de la Virgen de la Peña solía ser conducida al casco de Betancuria (la antigua capital de Fuerteventura) por situaciones de extrema necesidad y rogativas. Tras el traslado de la capitalidad insular a la ciudad de Puerto del Rosario, y sobre todo a partir del siglo XX, las peregrinaciones de la imagen, si bien escasas, incluirían también a la nueva capital insular.

### Bajada de 1954
En 1954, la imagen de la Virgen de la Peña fue trasladada a Puerto del Rosario, durante el desarrollo de una campaña misionera denominada Santa Misión, que tuvo por objeto avivar la fe a través de la predicación de un nutrido grupo de misioneros y promover el rezo del rosario. Esta fue la primera vez en que la imagen de La Peña bajó a la capital majorera. La imagen de la Virgen salió de la Vega de Ríos Palmas el 17 de abril de ese año para trasladarse primeramente a Tuineje en donde hizo noche. A la mañana siguiente se trasladó hacia Gran Tarajal en donde permaneció hasta el 25 de abril, tras lo cual la imagen llegó a la capital insular. En Puerto del Rosario permaneció hasta el día 2 de mayo, día en que regresó a su santuario.

### Peregrinación de 1961
En el mes de septiembre de 1961, sucedió el segundo traslado de la imagen, en esta ocasión recorrió todas las parroquias de Fuerteventura, en rogativa para pedir la lluvia. En aquella celebración religiosa, organizada por el Cabildo Insular de Fuerteventura, tras cuatro años de sequía, participaron las autoridades civiles insulares y municipales, las autoridades eclesiásticas y numeroso público. La Virgen salió el 16 de septiembre de ese año de su santuario de la Vega de Río Palmas con destino a Pájara. Desde allí fue llevada a los municipios de Tuineje, Gran Tarajal, La Antigua, Casillas del Ángel, el capitalino de Puerto del Rosario, Tetir, La Oliva, nuevamente a Puerto del Rosario, y desde aquí a la Vega de Río Palmas en Betancuria, a donde llegó la imagen el día 24 de septiembre.

### Bajada de 1965
En el mes de diciembre de 1965, tuvo lugar el tercer y último traslado de la Patrona de Fuerteventura fuera de su municipio. Tuvo lugar el domingo 19 de diciembre de nuevo a la capital, seguida de numerosos fieles, cuyas muestras de fervor eran continuas. El motivo fue la Cruzada del Rosario en Familia y las predicaciones del Padre Patrick Peyton. En esta ocasión, la estancia de la imagen de la Virgen en la capital insular fue extremadamente breve, pues regresó a su santuario el mismo día de su traslado a la capital. Ese año, en el mismo mes y por el mismo motivo realizaron también sendas peregrinaciones la Virgen del Pino de Gran Canaria y la Virgen de los Dolores de Lanzarote a sus correspondientes capitales insulares.

### Bajada no celebrada de 2000
Con motivo del Año Jubilar de 2000, se proyectó una nueva bajada de la imagen de la Virgen de la Peña a Puerto del Rosario. Sin embargo, por diferentes circunstancias esta nunca se llevó a cabo.

### Visita a Betancuria de 2004
Del 12 al 18 de diciembre de 2004, la imagen de la Virgen de la Peña fue trasladada extraordinariamente a la Parroquia Matriz de Santa María de Betancuria con motivo de los 600 años del inicio de la evangelización de Fuerteventura y de la llegada de la imagen de la Virgen a dicha isla. Coincidiendo además con el 150 aniversario de la proclamación del dogma de la Inmaculada Concepción.

### Visita a Betancuria de 2024
Con motivo del 600 aniversario de la creación del extinto Obispado de Fuerteventura y subsiguiente elevación de la Iglesia de Santa María de Betancuria al rango de catedral, la imagen de la Virgen de la Peña fue trasladada de nuevo al casco de Betancuria del 16 al 23 de noviembre de 2024, para conmemorar dicha efeméride.

## Otras imágenes
- En la ciudad del Puerto de la Cruz en la isla de Tenerife existe la Parroquia de Nuestra Señora de la Peñita[13] cuya imagen titular es una réplica de la Virgen de la Peña de Fuerteventura.[14] Se trata de una talla del siglo XVIII de 32 centímetros de altura, que llegó a Tenerife de manos de un matrimonio natural de Fuerteventura que poseía la imagen como devoción familiar. La Virgen de la Peñita del Puerto de la Cruz es la imagen mariana más pequeña titular de una parroquia en la Diócesis de Tenerife.[14] Además, se da la circunstancia que la parroquia matriz de Puerto de la Cruz toma el nombre de una advocación similar, en este caso Nuestra Señora de la Peña de Francia.

- En la localidad de Mozaga en el municipio lanzaroteño de Teguise también existe una imagen de la Virgen de la Peña, la cual es la patrona de esta localidad.[15]

- La Virgen de la Peña también se venera en el Hogar Canario-Venezolano de Caracas junto a las patronas insulares del resto de las islas del archipiélago canario.[16]

- En la localidad de Caleta de Fuste en el municipio de Antigua (Fuerteventura) existe otra réplica de la Virgen con la particularidad que ésta se encuentra sumergida frente a las costas de la localidad.[17]

- Existen veras efigies de Nuestra Señora de la Peña en varias iglesias de Fuerteventura, Tenerife, Gran Canaria y El Hierro.[18]